# Indian Trail
Indian Trail é uma vila localizada no estado norte-americano da Carolina do Norte, no Condado de Union.

## Demografia
Segundo o censo nacional de 2010, a sua população é de 33 518 habitantes e sua densidade populacional é de 596,6 hab/km². É a nona localidade com o maior crescimento populacional dos Estados Unidos, com um crescimento de 181,5% em relação ao censo de 2000.
A cidade possui 11 700 residências, que resultam em uma densidade de 208,27 residências/km².

## Geografia
De acordo com o United States Census Bureau, a vila tem uma área de 56,6 km², dos quais 56,2 km² são cobertos por terra e 0,4 km² por água.

## Localidades na vizinhança
O diagrama seguinte representa as localidades num raio de 8 km ao redor de Indian Trail.